# Eumonocentrus longicornis
Eumonocentrus longicornis är en insektsart som beskrevs av Boulard 1977. Eumonocentrus longicornis ingår i släktet Eumonocentrus och familjen hornstritar. Inga underarter finns listade i Catalogue of Life.